# Série de championnat de la Ligue américaine de baseball 1971

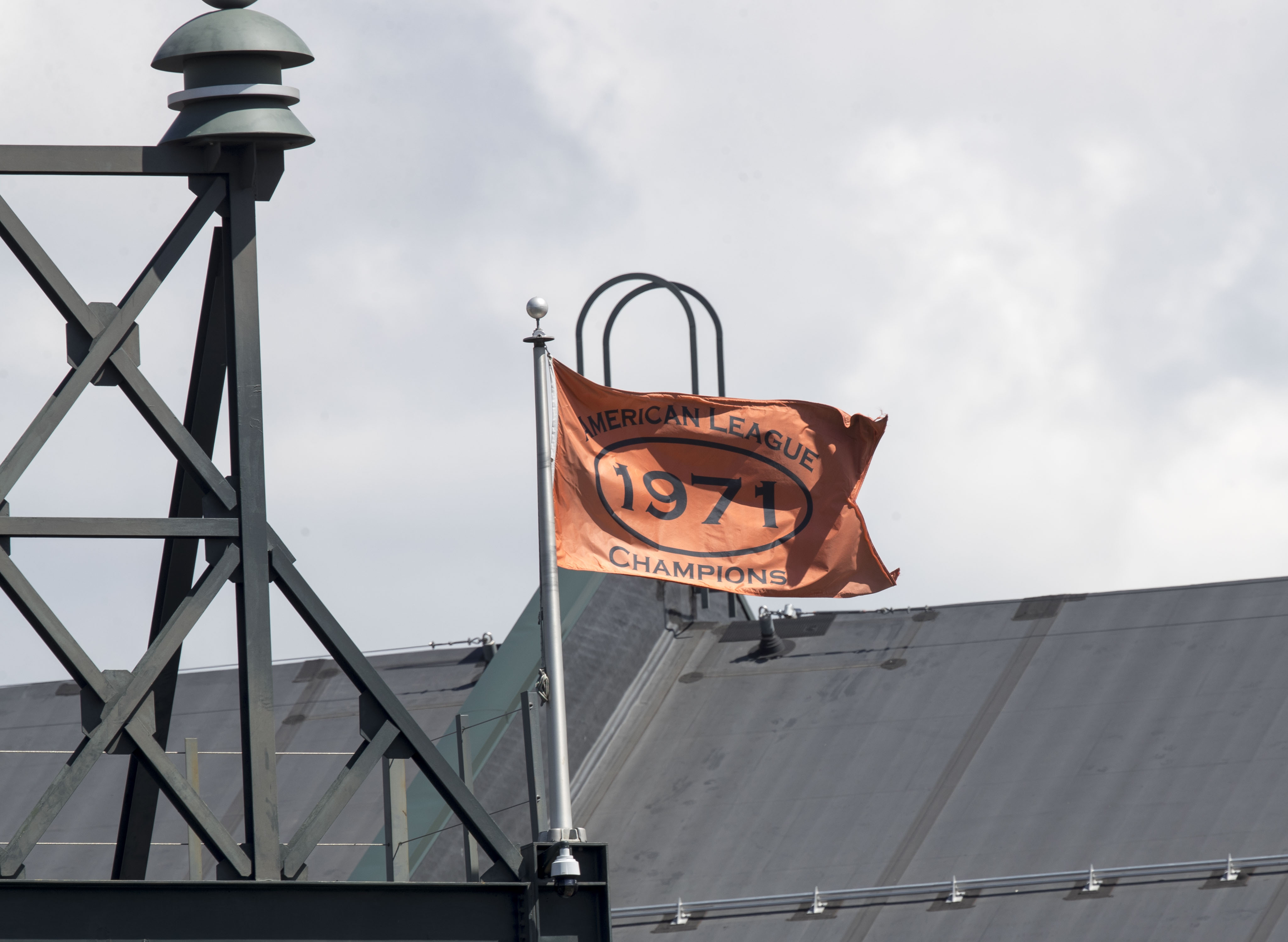
Le drapeau commémorant le titre de la Ligue américaine remporté par les Orioles de Baltimore en 1971 flotte à Camden Yards en 2017.

La Série de championnat de la Ligue américaine de baseball 1971 était la série finale de la Ligue américaine de baseball, dont l'issue a déterminé le représentant de cette ligue à la Série mondiale 1971, la grande finale des Ligues majeures.
Cette série trois de cinq débute le dimanche 3 octobre 1971 et se termine le mardi 5 octobre par une victoire des Orioles de Baltimore, trois matchs à zéro sur les Athletics d'Oakland.

## Équipes en présence

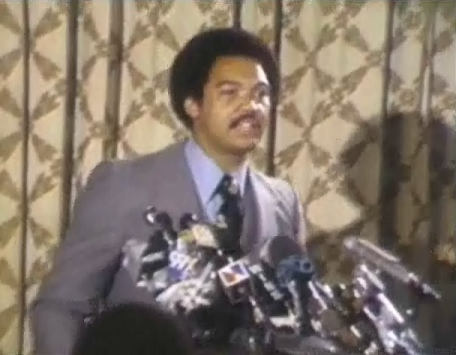
Reggie Jackson et les A's d'Oakland participent aux séries éliminatoires chaque année de 1971 à 1975.

Les Orioles de Baltimore et les Athletics d'Oakland mènent le baseball majeur pour les victoires en saison régulière, avec 101 victoires chacun 1971. Les Orioles, qui concèdent 57 défaites, remportent un troisième titre consécutif de la division Est, terminant avec 12 parties d'avance sur les Tigers de Detroit. Il s'agit aussi pour Baltimore, champion en titre depuis leur triomphe en Série mondiale 1970, d'une troisième saison de suite d'au moins 100 victoires durant le calendrier régulier. Les Orioles deviennent en 1971 la deuxième équipe seulement dans l'histoire du baseball, la première depuis les White Sox de Chicago de 1920 et la dernière en date de 2010, à aligner quatre lanceurs gagnants de 20 matchs ou plus en saison régulière : Dave McNally (21 victoires), Mike Cuellar (20), Pat Dobson (20) et Jim Palmer (20).
Les Athletics d'Oakland, avec 101 gains contre 60 revers, décrochent le premier de cinq championnats consécutifs de la division Ouest. Ils devancent largement les Royals de Kansas City, seconds à 16 parties de la tête. Le gaucher Vida Blue d'Oakland, gagnant de 24 parties, meneur de la Ligue américaine pour la moyenne de points mérités (1,82) et champion des blanchissages (8) dans les majeures, remporte le trophée Cy Young du meilleur lanceur de la ligue et, fait rare pour un joueur évoluant à cette position, le titre du meilleur joueur de la saison régulière dans la Ligue américaine.
Malgré la victoire des Orioles en trois parties consécutives dans cette Série de championnat, cette finale 1971 de la Ligue américaine marque en quelque sorte la transition d'une dynastie vers une autre. Les Athletics joueront en effet en séries éliminatoires chaque année de 1971 à 1975, remportant durant cette période trois Séries mondiales de suite (1972-1974).

## Déroulement de la série

### Calendrier des rencontres
| Match | Date      | Visiteur             | Hôte                 | Score |
| ----- | --------- | -------------------- | -------------------- | ----- |
| 1     | 3 octobre | Athletics d'Oakland  | Orioles de Baltimore | 3 - 5 |
| 2     | 4 octobre | Athletics d'Oakland  | Orioles de Baltimore | 1 - 5 |
| 3     | 5 octobre | Orioles de Baltimore | Athletics d'Oakland  | 5 - 3 |

### Match 1
Dimanche 3 octobre 1971 au Memorial Stadium, Baltimore, Maryland.
| Athletics d'Oakland | 0 | 2 | 0 | 1 | 0 | 0 | 0 | 0 | 0 | 3 | 9 | 0 |
| Orioles de Baltimore | 0 | 0 | 0 | 1 | 0 | 0 | 4 | 0 | X | 5 | 7 | 1 |
| Lanceurs partants : OAK : Vida Blue BAL : Dave McNally Vic. : Dave McNally (1-0) Déf. : Vida Blue (0-1) Sauv. : Eddie Watt (1) |   |   |   |   |   |   |   |   |   |   |   |   |

### Match 2
Lundi 4 octobre 1971 au Memorial Stadium, Baltimore, Maryland.
| Athletics d'Oakland | 0 | 0 | 0 | 1 | 0 | 0 | 0 | 0 | 0 | 1 | 6 | 0 |
| Orioles de Baltimore | 0 | 1 | 1 | 0 | 0 | 0 | 1 | 2 | X | 5 | 7 | 0 |
| Lanceurs partants : OAK : Catfish Hunter BAL : Mike Cuellar Vic. : Mike Cuellar (1-0) Déf. : Catfish Hunter (0-1) HRs: BAL : Elrod Hendricks (1), Boog Powell (1, 2), Brooks Robinson (1) |   |   |   |   |   |   |   |   |   |   |   |   |

### Match 3
Mardi 5 octobre 1971 au Oakland-Alameda County Coliseum, Oakland, Californie.
| Orioles de Baltimore | 1 | 0 | 0 | 0 | 2 | 0 | 2 | 0 | 0 | 5 | 12 | 0 |
| Athletics d'Oakland | 0 | 0 | 1 | 0 | 0 | 1 | 0 | 1 | 0 | 3 | 7  | 0 |
| Lanceurs partants : BAL : Jim Palmer OAK : Diego Segui Vic. : Jim Palmer (1-0) Déf. : Diego Segui (0-1) HRs: OAK : Sal Bando (1), Reggie Jackson (1, 2) |   |   |   |   |   |   |   |   |   |   |    |   |